# Kritik (revistă)
Kritik este o revistă culturală bilunară în limba daneză, cu un accent pus pe literatură și critică literară. Sediul revistei a fost la Copenhaga (Danemarca).

## Istoric și profil
Kritik a fost înființată în 1967. Fondatorii ei au fost Aage Henriksen și Johan Fjord Jensen. Revista conținea în mare parte articole pe teme de critică literară.
Revista a fost publicată bilunar la Copenhaga de către editura daneză Gyldendal.
De-a lungul existenței sale, poziția editorială a revistei Kritik s-a schimbat. În anii 1970 revista a încercat să ofere o abordare de orientare marxistă în înțelegerea literaturii. În anii 1980 s-a angajat puternic în critica socio-culturală. În anii 1990 accentul său principal a fost pus pe artă și filozofie.

## Legături externe
- Site oficial Arhivat în 27 octombrie 2020, la Wayback Machine.